# Musca (cognom)
Musca (en llatí Musca) va ser un cognomen que va portar la gens Semprònia.
Va donar pocs personatges destacats i els principals van ser:
- Tit Semproni Musca (Titus Sempronius Musca) que va ser un dels ambaixadors nomenats l'any 168 aC per arranjar les disputes entre Pisae i Luni.[2]
- Semproni Musca (Sempronius Musca) que era un romà que va sorprendre Gai Gal·li en acte d'adulteri amb la seva esposa i el va matar tot seguit.[3]